# Lethrinus reticulatus
Lethrinus reticulatus és una espècie de peix pertanyent a la família dels letrínids.

## Descripció
- Pot arribar a fer 40 cm de llargària màxima.
- 10 espines i 9 radis tous a l'aleta dorsal i 3 espines i 8 radis tous a l'anal.
- El cos és de color gris oliva o marró, sovint amb taques negres disperses i irregulars.
- El cap és de color marró o oliva amb una franja vermellosa al musell.
- La base de l'aleta pectoral és vermella.[5][6]

## Alimentació
Menja invertebrats bentònics i peixos.

## Hàbitat
És un peix marí, associat als esculls i de clima tropical (29°N-8°S).

## Distribució geogràfica
Es troba des de Txagos, l'oest de Tailàndia, les illes Ryukyu i les Filipines fins a Irian Jaya (Indonèsia).

## Estat de conservació
És probable que el seu hàbitat estigui amenaçat a causa de les pràctiques pesqueres destructives, el desenvolupament costaner, la contaminació i el turisme.

## Observacions
És inofensiu per als humans.